# Wilke Adolfsson
Wilke Adolfsson, född 1940, är en svensk glasblåsare och formgivare.
Adolfsson verkade 1955-1963 som glasblåsare vid Gullaskrufs glasbruk 1963–1973 som glasblblåsarmästare vid Orrefors glasbruk, och grundade 1979 tillsammans med Ann Wolff Stenhyttan i Transjö. Från 1983 drev han en egen studioglashytta i Orrefors. Adolfsson har ansetts som en av Sveriges skickligaste glasblåsare. Förutom Wolff har an även samarbetat med en rad andra konstnärer som Eva Englund och Klas-Göran Tinbäck, men har även själv verkat som formgivare. Adolfsson finns representerad vid Nationalmuseum i Stockholm.